# سوفيكون (إفروس)
سوفيكون (Σοφικόν) هي قرية منخفضة تقع في الوحدة الإقليمية إفروس على ارتفاع 50 مترًا. تم بناؤه شرق طريق أرداني - أورستيادا الوطني، على بعد 5 كيلومترات غرب نهر إيفروس على الحدود مع تركيا. تقع على بعد 12 كم شمال غرب. من ديموتيقة و 106 كم شمال شرق. ألكساندروبولي. تم ذكرها رسميًا كمستوطنة في عام 1924 حيث تم ضمها إلى كومونة ثوريو آنذاك. في عام 1961 تم ضم المستوطنات الملغاة في نيو كوستي ونيو ليلي. وفقًا لبرنامج كاليكراتيس، فإن كومونة سوفيكو تنتمي إلى وحدة ديموتيقة التابعة لبلدية ديموتيقة ويبلغ عدد سكانه 795 نسمة وفقًا لتعداد 2011.